# سید مصطفی خامنه‌ای
سیّد مصطفی حسینی خامنه‌ای (زادهٔ ۱۳۴۴) روحانی ایرانی و پسرِ بزرگِ سیّد علی خامنه‌ای، رهبر ایران، است. او برادر بزرگ‌تر سید مجتبی خامنه‌ای و داماد عزیزالله خوشوقت نیز است. اینگونه نقل شده است که او در دفتر رهبری مسئولیتی ندارد و فقط در نشر آثار همکاری دارد.
بنا به گفته احمد مروی معاون ارتباطات حوزوی دفتر رهبری، مصطفی خامنه‌ای در قم به سر می‌برد و مشغول به درس طلبگی است. وی سطوح عالیه را در قم تدریس می‌کند و به درس دادن مکاسب و کفایه پرداخته است.

## حضور در جنگ ایران و عراق
سید مصطفی خامنه‌ای در اسفندماه سال ۱۳۶۳ در عملیات بدر حاضر بود. حضور او مقارن با ریاست‌جمهوری پدرش سید علی خامنه‌ای می‌شد و به سبب اینکه وی برای مدتی در آن هنگام در جنگ مفقود شده بود، بین بعضی از مسئولان کشور نگرانی‌هایی به وجود آمد. او پس از گذشت مدتی، در تاریخ ۲۸ اسفند ۱۳۶۳ پیدا شد و به خانه بازگشت. پیرامون این مطلب، در خاطرات اکبر هاشمی رفسنجانی اینگونه آمده است: «اول وقت خبر دادند که یک موشک دیگر به مناطق نظامی و حساس و استراتژیک بغداد زده شده. احمد آقا (سید احمد خمینی، فرزند امام) تلفنی گفت خبرگزاری‌های خارجی گفته‌اند که موشک امروز به مرکز صنعتی و نفتیِ الدّوره در بغداد اصابت کرده است؛ گفت که مصطفی، فرزند آقای خامنه‌ای که در جبهه بوده، اطلاعی از ایشان در دست نیست… بالاخره معلوم شد که مصطفی سالم است و به تهران برگشت.»

## فعالیت‌های اقتصادی
سید علی خامنه‌ای آنان را از هر گونه فعالیت اقتصادی منع کرده است، و نمی‌خواهد بستگانش و مخصوصاً پسرانش (از جمله سید مصطفی) در کارهای اقتصادی حضور داشته باشند، و این کار را نمی‌پسندد. به گفتهٔ مروی، فرزندان آقای خامنه‌ای هیچ رغبت و اقبالی به چنین اموری ندارند.